# Felix Passlack
Felix Passlack (* 29. května 1998) je německý profesionální fotbalista, který hraje na pozici pravého obránce za klub VfL Bochum.

## Klubová kariéra

### Borussia Dortmund
Dne 2. března 2016 debutoval v Bundeslize při výhře 2:0 nad Darmstadtem 98. Hrál také při výhře 3:1 nad FC Augsburg.

#### Hostování v TSG 1899 Hoffenheim
Dne 30. srpna 2017 Passlack prodloužil smlouvu s Borussií Dortmund a byl zapůjčen na dva roky do Hoffenheimu. Hostování v Hoffenheimu bylo ukončeno na začátku července 2018.

#### Hostování v Norwich City
Dne 2. července 2018 podepsal smlouvu s Norwichem City na sezónní hostování. Odehrál však pouze jeden ligový zápas, když Norwich postoupil do Premier League jako vítěz EFL Championship 2018/19.

#### Hostování ve Fortuně Sittard
Dne 2. července 2019 podepsal smlouvu s týmem Eredivisie Fortuna Sittard na sezónní hostování.

### VfL Bochum
Dne 20. dubna 2023 přestoupil Passlack zadarmo do bundesligového klubu VfL Bochum.

## Reprezentační kariéra
V roce 2014 odehrál šest zápasů za německý národní tým do 16 let a ve stejném roce debutoval za německý tým do 17 let. V květnu 2015 byl vybrán jako kapitán německého týmu na Mistrovství Evropy ve fotbale do 17 let 2015 v Bulharsku, odehrál na turnaji každou minutu, vstřelil tři góly a pomohl Německu dostat se do finále, kde prohrálo 4:1 s Francií. V říjnu 2015 byl kapitánem Německa na Mistrovství světa ve fotbale do 17 let 2015 v Chile, objevil se ve všech čtyřech zápasech Německa a vstřelil dva góly, když Německo vypadlo v osmifinále při prohře 0:2 s Chorvatskem. Celkem Passlack za německý tým U17 vstřelil sedm gólů ve 20 zápasech. V březnu 2016 byl Passlack poprvé povolán do německého týmu U18 a později téhož roku obdržel své první povolání do německého týmu U19.

## Statistiky

### Klubové
Platí k zápasu hranému 19. října 2024.
| Klub                        | Sezóna            | Liga                 | Liga   | Liga | Národní pohár | Národní pohár | Ligový pohár | Ligový pohár | Kontinentální | Kontinentální | Ostatní | Ostatní | Celkově | Celkově |
| Klub                        | Sezóna            | Soutěž               | Zápasy | Góly | Zápasy        | Góly          | Zápasy       | Góly         | Zápasy        | Góly          | Zápasy  | Góly    | Zápasy  | Góly    |
| --------------------------- | ----------------- | -------------------- | ------ | ---- | ------------- | ------------- | ------------ | ------------ | ------------- | ------------- | ------- | ------- | ------- | ------- |
| Borussia Dortmund           | 2015/16           | Bundesliga           | 3      | 0    | 0             | 0             | —            | —            | 0             | 0             | —       | —       | 3       | 0       |
| Borussia Dortmund           | 2016/17           | Bundesliga           | 10     | 0    | 2             | 0             | —            | —            | 2             | 1             | 1       | 0       | 15      | 1       |
| Borussia Dortmund           | 2017/18           | Bundesliga           | 1      | 0    | 1             | 0             | —            | —            | 0             | 0             | 1       | 0       | 3       | 0       |
| Borussia Dortmund           | 2020/21           | Bundesliga           | 7      | 1    | 1             | 0             | —            | —            | 5             | 0             | 1       | 0       | 14      | 1       |
| Borussia Dortmund           | 2021/22           | Bundesliga           | 10     | 1    | 2             | 0             | —            | —            | 2             | 0             | 1       | 0       | 15      | 1       |
| Borussia Dortmund           | 2022/23           | Bundesliga           | 3      | 0    | 1             | 0             | —            | —            | 1             | 0             | —       | —       | 5       | 0       |
| Borussia Dortmund           | Celkově           | Celkově              | 34     | 2    | 7             | 0             | —            | —            | 10            | 1             | 4       | 0       | 55      | 3       |
| Hoffenheim II (hostování)   | 2017/18           | Regionalliga Südwest | 12     | 2    | —             | —             | —            | —            | —             | —             | —       | —       | 12      | 2       |
| Hoffenheim (hostování)      | 2017/18           | Bundesliga           | 2      | 0    | 0             | 0             | —            | —            | 2             | 0             | —       | —       | 4       | 0       |
| Norwich City (hostování)    | 2018/19           | EFL Championship     | 1      | 0    | 1             | 0             | 4            | 0            | —             | —             | —       | —       | 6       | 0       |
| Fortuna Sittard (hostování) | 2019/20           | Eredivisie           | 25     | 2    | 3             | 1             | —            | —            | —             | —             | —       | —       | 28      | 3       |
| Borussia Dortmund II        | 2020/21           | Regionalliga West    | 2      | 1    | —             | —             | —            | —            | —             | —             | —       | —       | 2       | 1       |
| Borussia Dortmund II        | 2021/22           | 3. Liga              | 1      | 0    | —             | —             | —            | —            | —             | —             | —       | —       | 1       | 0       |
| Borussia Dortmund II        | Celkově           | Celkově              | 3      | 1    | —             | —             | —            | —            | —             | —             | —       | —       | 3       | 1       |
| Bochum                      | 2023/24           | Bundesliga           | 15     | 2    | 1             | 0             | —            | —            | —             | —             | 2       | 0       | 18      | 2       |
| Bochum                      | 2024/25           | Bundesliga           | 7      | 0    | 1             | 0             | —            | —            | —             | —             | —       | —       | 8       | 0       |
| Bochum                      | Celkově           | Celkově              | 22     | 2    | 2             | 0             | —            | —            | —             | —             | 2       | 0       | 26      | 2       |
| Celkově v kariéře           | Celkově v kariéře | Celkově v kariéře    | 99     | 9    | 13            | 1             | 4            | 0            | 12            | 1             | 6       | 0       | 134     | 11      |

## Úspěchy
Borussia Dortmund
- DFB-Pokal: 2016/17

Německo U17
- Poražený finalista Mistrovství Evropy ve fotbale hráčů do 17 let: 2015

Individuální
- Fritz Walter Medal do 17 let: 2015
- Tým turnaje Mistrovství Evropy ve fotbale hráčů do 17 let 2015